# Группа ненависти
1. белонационалистический кельтский крест
2. руна одал
3. арийский поднятый кулак
4. железный крест с нацистской свастикой
5. руна зиг СС
6. тотенкопф СС

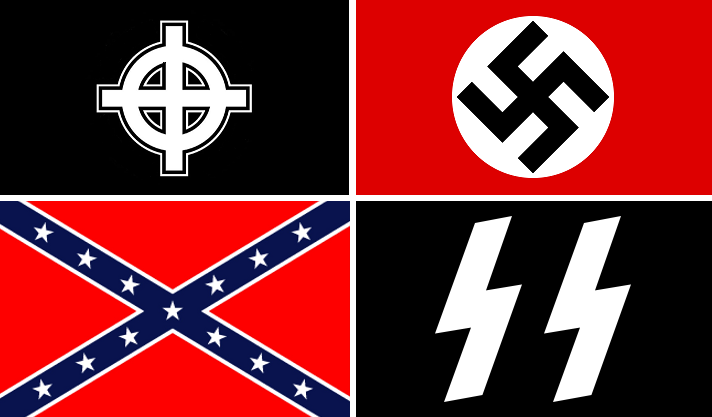
Флаги, часто используемые группами ненависти: кельтский крест, флаг нацистской Германии, боевой конфедеративный флаг и флаг СС

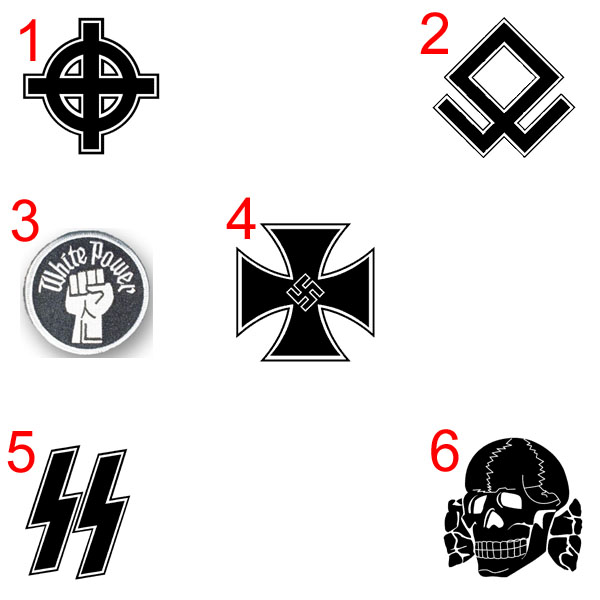
Примеры символики групп ненависти:

Гру́ппа не́нависти — социальная группа, которая пропагандирует и практикует ненависть, враждебность или насилие по признакам класса, расы, этнической принадлежности, религии, пола, гендерной идентичности, сексуальной ориентации и любым другим социальным основаниям. Согласно Федеральному бюро расследований США (ФБР), «основной целью группы ненависти является пропаганда вражды, враждебности и злобы в отношении лиц, принадлежащих к определённой расе, религии, являющихся инвалидами, имеющих сексуальную ориентацию или этническое/национальное происхождение, которые отличаются от таковых у членов организации».

## Отслеживание
В США отслеживанием групп ненависти и нетерпимости занимаются две частные некоммерческие организации — Антидиффамационная лига (ADL) и Southern Poverty Law Center (SPLC). Они ведут списки групп ненависти, сторонников превосходства, антисемитизма и экстремизма, совершивших преступления на почве ненависти. Определение понятия «группа ненависти» SPLC включает любую группу с доктринами или практиками, которые нападают или выступают против прав отдельного класса людей (особенно при неизменности характеристик, к которым пропагандируется ненависть и вражда).

## Классификация

### Неонацистские и белонационалистические группы ненависти
С 2010 года в обиход вошёл термин «альтернативные правые», применяемый к людям, отвергающим мейнстримный консерватизм в пользу форм консерватизма, которые могут включать скрытый или явный расизм и превосходство белых. Альтернативные правые описываются как «странная смесь неонацистов старой школы, сторонников теорий заговора, антиглобалистов и молодых правых интернет-троллей — всех их объединяет убеждение, что идентичность белых мужчин находится под угрозой со стороны мультикультурализма и политической корректности».

### Религиозные группы ненависти
Southern Poverty Law Center определил множество христианских движений в качестве групп ненависти, большая часть которых выступает против прав ЛГБТ. В их число входят Американская семейная ассоциация, Bible Fellowship Church, Family Research Council, Abiding Truth Ministries, Alliance Defending Freedom, American Vision, Фонд «Халкидон», Просветительский центр «Голубь мира», Faithful Word Baptist Church, Миссия: Америка, Всемирный конгресс семей, Коалиция традиционный ценностей и Баптистская церковь Вестборо. SPLC также классифицирует афроамериканское религиозное движение «Нацию ислама» как группу ненависти.

### Женоненавистнические группы ненависти
Женоненавистнические группы ненависти — группы ненависти, направленные против женщин. Часто они состоят из молодых мужчин, и включают MGTOW, инцелов, краснотаблеточников (англ. Red Pillers), движение за права мужчин и радикальные мизогинистские движения. Для данных групп характерно использование методов вербовки, аналогичных тем, что используют ультраправые экстремистские группы. Британская писательница Лора Бейтс считает, что некоторые из этих групп следует относить к террористическим.
«TERF» — одна из групп ненависти, пропагандирующих ненависть и вражду по отношению к трансгендерным женщинам по признаку гендерной идентичности. «TERF» также сотрудничают с антифеминистскими, ультраправыми и христианскими консервативными организациями, идеологически разделяющими трансмизогинистские и трансфобные убеждения.